# Chad Huffman
Pour les articles homonymes, voir Huffman.
Chad Daniel Huffman (né le 29 avril 1985 à Houston, Texas, États-Unis) est un joueur de champ extérieur de baseball.
Il évolue en Ligue majeure de baseball pour les Yankees de New York en 2010 et les Cardinals de Saint-Louis en 2017.  En 2014 et 2015, il fait partie des Chiba Lotte Marines de la Ligue Pacifique du Japon.

## Carrière
Après des études secondaires à l'Elkins High School de Missouri City (Texas), Chad Huffman suit des études supérieures à la Texas Christian University de Fort Worth où il porte les couleurs des TCU Horned Frogs de 2004 à 2006.
Il est repêché le 6 juin 2006 par les Padres de San Diego au deuxième tour de sélection. Il perçoit un bonus de 660 000 dollars à la signature de son premier contrat professionnel le 23 juin 2006.
Encore joueur de Ligues mineures l'équipe des Padres le soumet au ballottage au début de la saison 2010 et Huffman est récupéré par les Yankees de New York.
Il fait ses débuts en Ligue majeure le 13 juin 2010 et obtient son premier coup sûr dans les grandes ligues aux dépens du lanceur Brian Moehler des Astros de Houston. Il frappe dans une moyenne de 0,167 avec deux points produits en neuf parties pour les Yankees.
Le 17 septembre 2010, Huffman est réclamé au ballottage par les Indians de Cleveland.
Après deux saisons en ligues mineures avec des clubs affiliés aux Indians et une autre (2013) avec le club-école des Cardinals de Saint-Louis à Memphis, Huffman prend le chemin du Japon et joue en 2014 et 2015 pour les Chiba Lotte Marines de la Ligue Pacifique. Il frappe pour ,262 de moyenne au bâton en 73 matchs des Marines, avec 4 coups de circuit.
Le 30 décembre 2015, il signe un contrat des ligues mineures avec les Tigers de Détroit de la Ligue majeure de baseball et passe toute la saison 2016 avec leur club-école, les Mud Hens de Toledo.
Huffman fait son retour dans les majeures en 2017 pour les Cardinals de Saint-Louis. Il maintient une moyenne au bâton de ,286 et frappe 4 coups sûrs en 12 matchs des Cardinals. 
Le 27 juillet 2017, il signe un contrat des ligues mineures avec les Nationals de Washington.

## Statistiques
| Saison | Équipe     | G | AB | R | H | 2B | 3B | HR | RBI | SB | BA    |
| ------ | ---------- | - | -- | - | - | -- | -- | -- | --- | -- | ----- |
| 2010   | NY Yankees | 9 | 18 | 1 | 3 | 0  | 0  | 0  | 2   | 0  | 0,167 |
| Totaux | Totaux     | 9 | 18 | 1 | 3 | 0  | 0  | 0  | 2   | 0  | 0,167 |

Note : G = Matches joués ; AB = Passages au bâton; R = Points ; H = Coups sûrs ; 2B = Doubles ; 3B = Triples ; 
HR = Coup de circuit ; RBI = Points produits ; SB = Buts volés ; BA = Moyenne au bâton.